# 카시이 쇼토
카시이 쇼토( 일본어: 樫井 笙人 かしい しょうと[*] , 1968년 7월 25일 ~ )는 일본의 남자 성우다. 본명은 카시이 테츠지(일본어: 樫井 哲慈 かしい てつじ[*])라고 부른다. 